# Cyclaulus eremia
Cyclaulus eremia là một loài tò vò trong họ Ichneumonidae.